# Deparia yunnanensis
Deparia yunnanensis là một loài dương xỉ trong họ Athyriaceae. Loài này được Ching R. Sano mô tả khoa học đầu tiên năm 2000.